# Cintegabelle
 Cintegabelle  (en occitano Senta Gabèla) es una población y comuna francesa, en la región de Mediodía-Pirineos, departamento de Alto Garona, en el distrito de Muret y cantón de Cintegabelle.

## Demografía

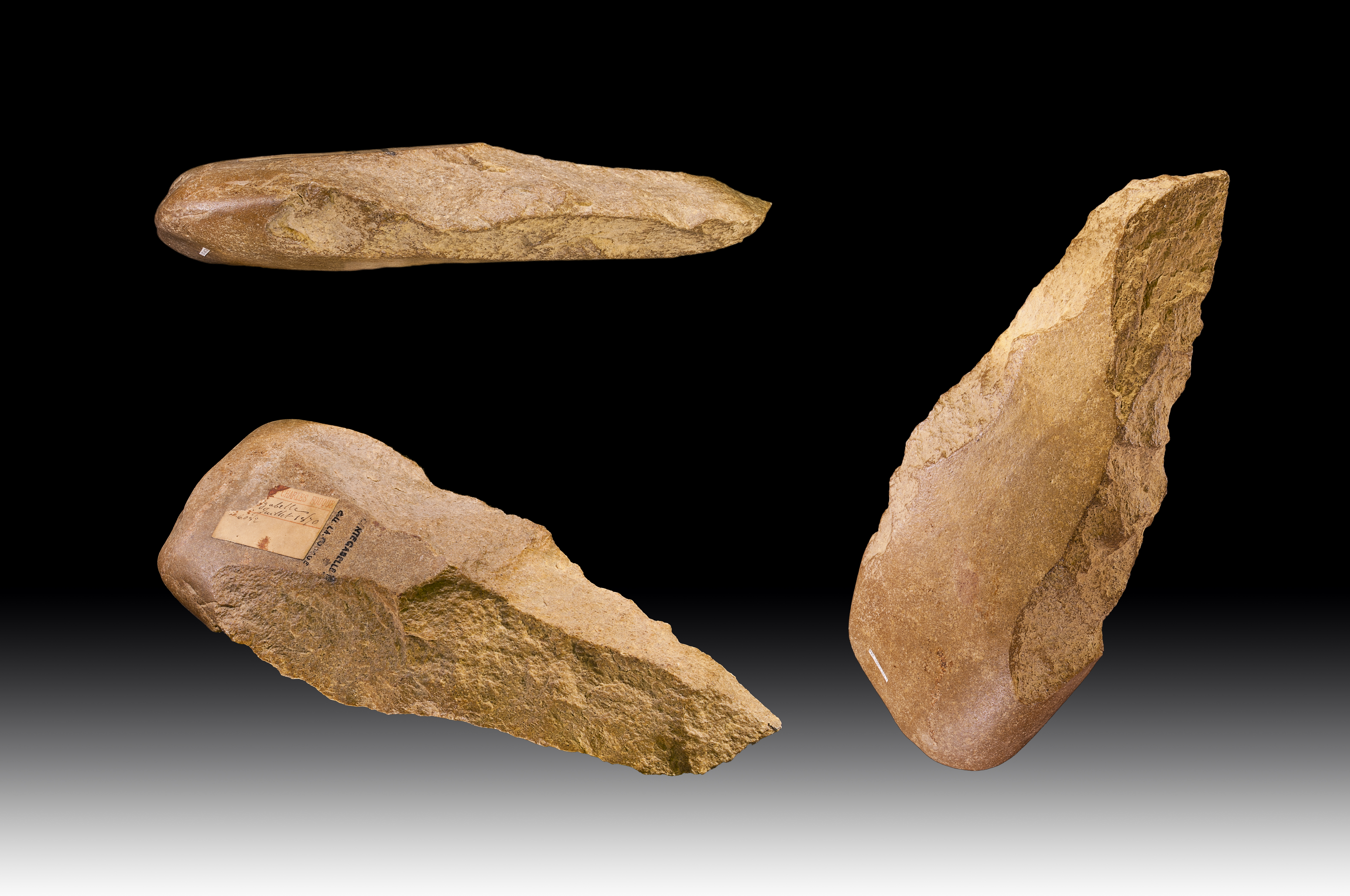
Bifaz Cintegabelle - Muséum de Toulouse

| 1796 | 1818 | 1921 | 2061 | 2215 | 2341 |
| Para los censos de 1962 a 1999 la población legal corresponde a la población sin duplicidades (Fuente: INSEE [Consultar]) |      |      |      |      |      |